# 释小龙
释小龙（1988年1月6日—），本名陈小龙，父亲陈同山，中国大陆童星出身的电视剧、电影演员，功夫明星。

## 生平
陳小龍兩歲時皈依少林寺第二十九代接法傳人釋永信為師，賜法名釋小龍。小龍自幼便在父親陳同山和師傅釋永信的教導下学習武術，並在1992年中國鄭州國際少林武術節表演中，獲得少林通臂拳、羅漢棍兩項優秀獎，一舉成名，並受到港台影視界的關注，在94-97年拍了多部电影。2003年暫停演藝事業，隻身前往法國讀書。2005年回國並參與拍攝《少年包青天》系列第三部和《薛仁贵传奇》。2007年9月5日返回美國繼續學業，2008年于法國巴黎結束高中課程並畢業。2008年12月19日上綜藝節目《康熙來了》宣佈復出，並已接4部新戏。
2013年4月19日，釋小龍的18歲助理彭佳璿在浙江衛視跳水真人秀節目《中國星跳躍》訓練基地意外溺斃。事發一周，釋小龍終於在微博回應：「好想它只是一場夢。」據悉，外號「胖子」的彭佳璿不只是助理，還是釋小龍一起長大的好兄弟；釋小龍原拒絕跳水節目，但為公益參賽，卻賠上兄弟性命，至今悲痛自責，情緒數度崩潰，連帶影響來台拍片。

## 影视作品

### 電影
| 年份   | 名稱                            | 角色       | 備註                 |
| 1994年 | 笑林小子 又名：旋风小子         | 小沙彌     |                      |
| 1994年 | 笑林小子Ⅱ新烏龍院               | 小龍       |                      |
| 1994年 | 中国龙                          |            |                      |
| 1995年 | 十兄弟                          |            |                      |
| 1995年 | 龍在少林                        | 小龍       |                      |
| 1995年 | 无敌反斗星                      |            |                      |
| 1995年 | 赌圣2：街头赌圣                 | 小龍       |                      |
| 1996年 | 黃金島歷險記                    |            |                      |
| 1997年 | 俠盜正傳 又名：義膽忠魂、俠道   | 幼年廖添丁 |                      |
| 1997年 | 天庭外傳 又名：哪吒大战美猴王   |            |                      |
| 2000年 | 真味小厨王                      |            |                      |
| 2000年 | 中華丈夫 又名：致命密函         |            |                      |
| 2002年 | 血濺獅王陣 又名：南北雄獅       |            |                      |
| 2002年 | 三无流浪记 又名：搏擊賭莊       |            |                      |
| 2002年 | 辣手学子 又名：龍威小子         |            |                      |
| 2002年 | 少年賭聖                        |            |                      |
| 2002年 | 功夫食神                        |            |                      |
| 2002年 | 夺宝英雄 又名：极地皇陵         |            |                      |
| 2002年 | 功夫漫画 又名：一本未完成的漫画 |            |                      |
| 2002年 | 日本少林 又名：龙霸四海         |            |                      |
| 2002年 | 黑道少林                        |            |                      |
| 2002年 | 明天的日记                      |            |                      |
| 2002年 | 黑侠ＶＳ赌圣                    |            |                      |
| 2008年 | 火线追凶                        | 韓非       |                      |
| 2010年 | 葉問2：宗師傳奇                 | 徐世昌     |                      |
| 2010年 | 刀客外傳                        | 蘇蓋兒     |                      |
| 2012年 | 大海嘯之鯊口逃生                | 小龍       |                      |
| 2013年 | 聽見下雨的聲音                  | 周以樂     |                      |
| 2014年 | 城市遊戲                        | 大衛       |                      |
| 2016年 | 古田會議                        | 林文辉     |                      |
| 2017年 | 我為花狂                        | 李小寶     | 網絡電影             |
| 2017年 | 建軍大業                        | 聂荣臻     |                      |
| 2019年 | 爱笑种梦师                      |            | 網絡電影             |
| 2021年 | 燕赤霞猎妖传                    | 燕赤霞     | 網絡電影             |
| 2021年 | 中国医生                        |            |                      |
| 2022年 | 逃学神探                        | 陈虎       | 網絡電影，兼任"導演" |
| 2023年 | 周永开                          | 王明山     |                      |
| 2023年 | 中国青年：我和我的青春          | 陈警官     | 網絡電影             |
| 2024年 | 醉后一拳                        | 林耀       | 網絡電影，兼任"導演" |
| 2024年 | 打黑                            | 雷阳       | 網絡電影             |
| 2024年 | 捉刀人                          | 裴兴       | 網絡電影             |

### 电视剧
| 首播年份 | 剧名                     | 角色          | 备注    |
| 1999年   | 少年包青天               | 展昭          |         |
| 2000年   | 八岁龙爷闹东京           | 劉贊          |         |
| 2001年   | 少年包青天２             | 展昭          |         |
| 2001年   | 九岁县太爷               | 心遠          |         |
| 2001年   | 蝶舞天涯 又名:吕布与貂蝉 | 涯(少年)      |         |
| 2001年   | 乌龙闯情关               | 釋小龍        |         |
| 2001年   | 少年黄飞鸿               | 黃飛鴻        |         |
| 2001年   | 卧龙小诸葛               | 馬謖          |         |
| 2003年   | 倚天屠龙记               | 張無忌(少年)  |         |
| 2003年   | 萍踪侠影                 | 張丹楓(少年)  |         |
| 2003年   | 醉侠张三                 | 馮德祿        |         |
| 2003年   | 水月洞天                 | 尹天仇        |         |
| 2003年   | 隋唐英雄传               | 裴元慶        |         |
| 2005年   | 少年包青天３             | 展昭          |         |
| 2005年   | 薛仁贵传奇               | 李劍山        |         |
| 2009年   | 包三姑外传               | 董寶玉 李南山 | 13-19集 |
| 2009年   | 七种武器之孔雀翎         | 少庄主小武    |         |
| 2010年   | 十二生肖传奇             | 龙（耀天）    |         |
| 2010年   | 盖世英雄方世玉           | 洪熙官        |         |
| 2011年   | 自古英雄出少年           | 铁彪          |         |
| 2011年   | 武林猛虎                 | 杨恕          |         |
| 2014年   | 鹿鼎記                   | 静圆法师      |         |
| 2014年   | 無敵鐵橋三               | 梁坤/鐵橋三   |         |
| 2016年   | 功夫之爱的速递           | 李墨          |         |
| 2017年   | 功夫姐妹                 | 贺云南        |         |
| 2018年   | 武动乾坤之英雄出少年     | 小炎          |         |
| 2018年   | 武动乾坤之冰心在玉壶     | 小炎          |         |
| 2020年   | 大侠霍元甲               | 陈真          |         |
| 2023年   | 惊天岳雷                 | 牛通          |         |
| 2024年   | 上甘岭                   | 邱少云        |         |

### 网剧
- 2014年 谁还没点事(客串)

### 綜藝節目
- 2013年 浙江卫视 《中国星跳跃》 參與者
- 2014年 青海卫视 《我是传奇》

### 代言活动
- 1993年　河南电视台《春节少儿联欢晚会》上表演武术节目
- 1993年　随嵩山少林寺佛学文华访问团访问台湾，受到俞大为、郝柏村、蒋纬国等人接见
- 1993年　与台湾长宏影视公司签订合约
- 1994年　拍摄《武尊少林》
- 1994年　拍摄《少林雄风》
- 1995年　第十四届香港电影金像奖　颁奖嘉宾
- 1995年　天津第四十三届世界乒乓球锦标赛开幕式表演
- 1995年　中央电视台《正大综艺》第３００期　武术表演
- 1995年　韩国汉城电视台来少林寺为释小龙拍摄专题片
- 1995年　第四届郑州国际少林武术节
- 1995年　德国凯洛电视台到少林寺为释小龙拍摄专题片
- 1996年　中央电视台一九九六年元宵节文艺晚会
- 1996年　与台湾长宏影视公司续签一年合约
- 1996年　日本少林寺拳法联盟创始５０周年访问中国纪念活动
- 1996年　随中国嵩山深圳演出
- 1996年　昆明第五届中国金鸡、百花电影节开闭幕式功夫表演
- 1997年　河南电视台春节文艺晚会及颁奖晚会
- 1997年　应菲律宾中华武术总会要求出访菲律宾　表演少林功夫并拍摄专题片
- 1997年　第五届郑州国际少林武术节开幕式表演
- 1997年　拍摄科达学习机、科王ＶＣＤ广告片
- 1998年　中央电视台海外中心、上海电视台举办的《亚洲风》文艺表演
- 1998年　河南电视台和香港卫视举办的豫港两地新年联欢晚会
- 1998年　上海大观园少林武术擂台争霸赛　特邀嘉宾
- 1998年　中央电视台《梦想剧场》　特邀嘉宾
- 1998年　拍摄儿童使用酱油、银多福压力锅广告片
- 1998年　沈阳六一儿童节晚会
- 1998年　河南电视台抗洪救灾文艺晚会，《手牵手，心连心》　表演并现场捐款一万元
- 1998年　为河南建业队保级战助威　现场表演
- 1998年　拍摄ＭＴＶ《少林，少林》
- 1998年　广州顺德保林寺开光　特邀嘉宾
- 1998年　拍摄ＭＴＶ《少林魂》
- 1998年　河南电视台《综艺新干线》
- 1998年　徐州淮海战役胜利50周年纪念晚会
- 1998年　第十八届中国电视飞天奖颁奖晚会
- 1999年　河南电视台春节联欢晚会　《少林魂》
- 1999年　中央电视台春节联欢晚会　《新龟兔赛跑》
- 1999年　拍摄科王VCD新版广告片
- 1999年　杭州明珠电视台六一儿童节晚会　客串主持
- 1999年　湖南卫视《聚艺堂》
- 1999年　主持河南电视台第52期少儿节目《奥特曼》，被聘为该台“特约少儿节目主持人”
- 1999年　第六届郑州国际际少林武术节开幕式
- 2000年　全国少林拳法大赛开幕式
- 2001年　华东六省春节联欢晚会
- 2002年　拍摄海王牛初乳广告片
- 2002年　江苏电视台《超级震撼》六一节目
- 2002年　中央电视台《同一首歌》六一节目
- 2002年　湖南电视台《快乐大本营》六一节目
- 2002年　上海东方卫视《激情方向盘》六一节目
- 2002年　为山东省临沂孙祖镇希望小学捐赠价值一万元的复读机
- 2002年　中央电视台心连心艺术团在郑州慰问演出
- 2003年　拍摄麟龙摩托车广告片
- 2003年　只身前往美国读高中
- 2005年　在泉州市区文庙广场与影迷相会
- 担任“龙在少林”夏令营的营长，向河南登封向南阳市薄山镇13名孤儿赠送礼品
- 2006年   首创终身代言
- 2007年  9月1日8点05分作客河南卫视《武林风》
- 2007年  9月5日回美读书

## 获奖纪录
- 1992年　第二届郑州国际少林武术节比表演赛　少林通臂拳、罗汉棍优胜奖
- 1993年　第三届郑州国际少林武术节　器械表演奖
- 1998年　第五届中国音乐电视大奖赛　《少林，少林》　优胜奖
- 1999年　全国观众最喜爱的春节晚会节目　《新龟兔赛跑》　二等奖
- 2002年　第二届中国电视艺术十佳演员
- 2003年　中国武术形象大赛　中国十大武术形象人物之一